# Nürensdorf
Nürensdorf je obec v kantonu Curych ve Švýcarsku. Žije zde přibližně 5 600 obyvatel.

## Geografie
Nürensdorf leží na západním úbočí mírného kopce, který odděluje město Curych od Winterthuru. Centrum Nürensdorfu leží v nadmořské výšce 502 m. Rozdíl mezi nejnižší a nejvyšší částí obce je však značný. Celková rozloha obce je 1009 ha. Zemědělství tvoří 46,6 %, lesy 31,2 %, sídla 16,7 % a doprava 5,5 % (stav k roku 2018).
Staré centrum obce obklopuje hlavní křižovatka, která byla vybavena světelnou signalizací. V době jejího vybudování na počátku 70. let 20. století se jednalo o jediný semafor ve všech okolních obcích. V roce 2016 byl tento semafor demontován a uvolnil místo kruhovému objezdu.
Sousedními obcemi jsou Bassersdorf, Kloten, Oberembrach, Brütten a Lindau.

## Historie

Letecký pohled (1964)

První zmínka o obci pochází z roku 1150 pod názvem Noelistorf. Dvě římské pevnosti s viditelnými valy (tzv. Heidenburgen), pravděpodobně k zabezpečení bývalé cesty Kloten-Oberwinterthur, raně středověké hroby v souvislosti s polním jménem Lebern. Nürensdorf patřil k vrchnostenskému dvoru habsburského hrabství Kyburg, v letech 1452–1798 k curyšskému panství Kyburgů. Dolní dvůr Nürensdorf (ves bez dalších osad) byl kolem roku 1300 v rukou rodu Biber z Curychu, v roce 1448 rodu Meiss, v roce 1646 Reinhard a v letech 1735–1798 rodu Hess. Ve středověku patřil Nürensdorf k farnosti Kloten a od reformace k Bassersdorfu. V roce 1474 je zmiňován hostinec Schwarzer Bären. V roce 1760 nechal dvorní pán Salomon Hess postavit tzv. zámek podle plánů Davida Morfa. V helvétském období se Nürensdorf stal součástí okresu Bassersdorf a v roce 1806 byl spojen se sousedními vesnicemi v politickou obec. Občanská korporace Nürensdorf existovala až do roku 1974. V letech 1681–1935 došlo v Nürensdorfu k poklesu výměry orné půdy z 204 na 61 hektarů ve prospěch luk.

## Obyvatelstvo

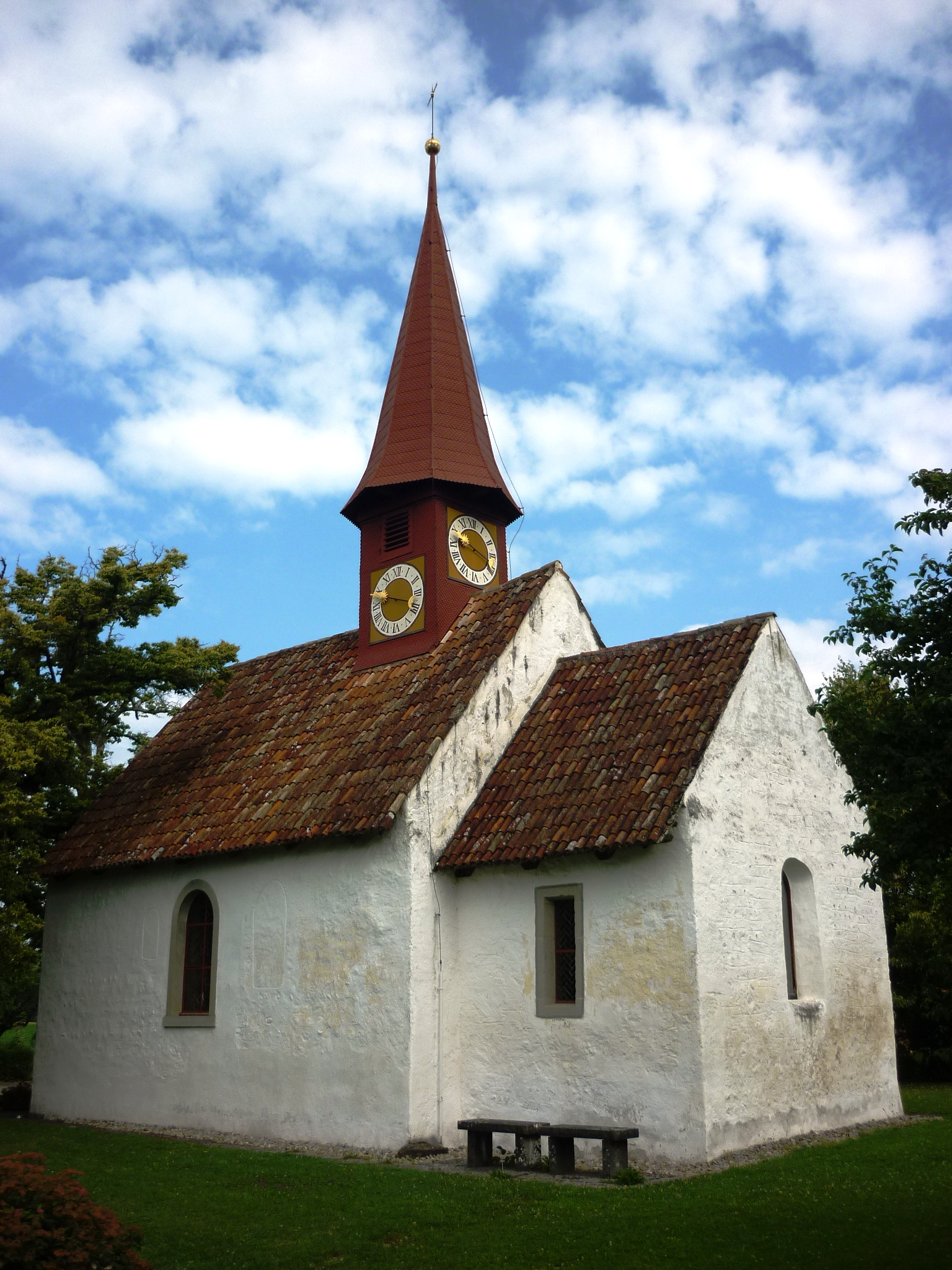
Kaple v Breite

| Vývoj počtu obyvatel | Vývoj počtu obyvatel | Vývoj počtu obyvatel | Vývoj počtu obyvatel | Vývoj počtu obyvatel | Vývoj počtu obyvatel | Vývoj počtu obyvatel | Vývoj počtu obyvatel | Vývoj počtu obyvatel | Vývoj počtu obyvatel | Vývoj počtu obyvatel | Vývoj počtu obyvatel | Vývoj počtu obyvatel | Vývoj počtu obyvatel | Vývoj počtu obyvatel |
| -------------------- | -------------------- | -------------------- | -------------------- | -------------------- | -------------------- | -------------------- | -------------------- | -------------------- | -------------------- | -------------------- | -------------------- | -------------------- | -------------------- | -------------------- |
| Rok                  | 1467                 | 1634                 | 1799                 | 1850                 | 1900                 | 1950                 | 1970                 | 2000                 | 2005                 | 2010                 | 2015                 | 2020                 | 2022                 |                      |
| Počet obyvatel       | cca 145              | 409                  | 832                  | 1114                 | 1068                 | 777                  | 2012                 | 4514                 | 4749                 | 5170                 | 5464                 | 5616                 | 5698                 |                      |

### Náboženství
Nürensdorf se nachází v převážně reformovaném kantonu Curych (24,5 % oproti 22,9 % římskokatolického obyvatelstva), římskokatolické obyvatelstvo v obci je proto méně početné, než protestantsky reformované. V roce 2022 se k evangelické reformované církvi hlásilo 33,1 % obyvatel, k římskokatolické 22,3 % a 44,6 % obyvatel mělo jinou nebo žádnou konfesní příslušnost.

## Hospodářství
Nürensdorf byl původně zemědělskou obcí. Dosud je zde 23 samostatně hospodařících zemědělských podniků. Kromě mnoha drobných živností v typických řemeslných oborech je v obci centrálně umístěný obchod s potravinami. Bývalý pivovar „Schlossbraui Nürensdorf“ byl znovu otevřen v dubnu 2006, více než 100 let po svém uzavření.
V Nürensdorfu se nachází rozvodna 380 kV společnosti Nordostschweizerische Kraftwerke in Breite. Končí zde rozvody 220 kV a navazující vedení 380 kV Bonaduz–Breite a Breite – Beznau – Laufenburg.

## Doprava
Do Nürensdorfu se lze dostat curyšskou veřejnou dopravou autobusovou linkou 660 z Winterthuru a Bassersdorfu, kde jsou nejbližší železniční stanice; ve špičce jezdí také dva další autobusy, včetně spoje na curyšské letiště. Existuje zde také spojení na příměstské vlakové linky S-Bahn a dálkovou železniční síť. Přes Nürensdorf jezdí také noční autobus z Winterthuru do Curychu a zpět.